# مارکوس ریفل
مارکوس ریفل (انگلیسی: Markus Ryffel؛ زادهٔ ۵ فوریهٔ ۱۹۵۵) دونده دو استقامت اهل سوئیس است.